# Brizambourg
Brizambourg és un municipi francès situat al departament del Charente Marítim i a la regió de la Nova Aquitània. L'any 2007 tenia 856 habitants.

## Demografia

### Població
El 2007 la població de fet de Brizambourg era de 856 persones. Hi havia 356 famílies de les quals 96 eren unipersonals (36 homes vivint sols i 60 dones vivint soles), 136 parelles sense fills, 88 parelles amb fills i 36 famílies monoparentals amb fills.
La població ha evolucionat segons el següent gràfic:
Habitants censats

### Habitatges
El 2007 hi havia 444 habitatges, 371 eren l'habitatge principal de la família, 29 eren segones residències i 44 estaven desocupats. 398 eren cases i 41 eren apartaments. Dels 371 habitatges principals, 281 estaven ocupats pels seus propietaris, 80 estaven llogats i ocupats pels llogaters i 10 estaven cedits a títol gratuït; 1 tenia una cambra, 13 en tenien dues, 63 en tenien tres, 86 en tenien quatre i 208 en tenien cinc o més. 282 habitatges disposaven pel capbaix d'una plaça de pàrquing. A 182 habitatges hi havia un automòbil i a 154 n'hi havia dos o més.

### Piràmide de població
La piràmide de població per edats i sexe el 2009 era:
| Homes | Edats   | Dones |
| ----- | ------- | ----- |
| 0     | 95 o +  | 0     |
| 0     | 90 a 94 | 4     |
| 4     | 85 a 89 | 0     |
| 0     | 80 a 84 | 12    |
| 24    | 75 a 79 | 16    |
| 16    | 70 a 74 | 32    |
| 24    | 65 a 69 | 24    |
| 16    | 60 a 64 | 32    |
| 40    | 55 a 59 | 16    |
| 32    | 50 a 54 | 36    |
| 16    | 45 a 49 | 28    |
| 36    | 40 a 44 | 24    |
| 28    | 35 a 39 | 24    |
| 32    | 30 a 34 | 28    |
| 12    | 25 a 29 | 16    |
| 24    | 20 a 24 | 12    |
| 40    | 15 a 19 | 12    |
| 20    | 10 a 14 | 20    |
| 24    | 5 a 9   | 8     |
| 20    | 0 a 4   | 24    |

## Economia
El 2007 la població en edat de treballar era de 530 persones, 371 eren actives i 159 eren inactives. De les 371 persones actives 322 estaven ocupades (179 homes i 143 dones) i 49 estaven aturades (21 homes i 28 dones). De les 159 persones inactives 70 estaven jubilades, 36 estaven estudiant i 53 estaven classificades com a «altres inactius».

### Ingressos
El 2009 a Brizambourg hi havia 379 unitats fiscals que integraven 871 persones, la mediana anual d'ingressos fiscals per persona era de 15.198 €.

### Activitats econòmiques
Dels 43 establiments que hi havia el 2007, 1 era d'una empresa alimentària, 2 d'empreses de fabricació d'altres productes industrials, 14 d'empreses de construcció, 9 d'empreses de comerç i reparació d'automòbils, 4 d'empreses de transport, 2 d'empreses d'hostatgeria i restauració, 1 d'una empresa immobiliària, 3 d'empreses de serveis, 5 d'entitats de l'administració pública i 2 d'empreses classificades com a «altres activitats de serveis».
Dels 20 establiments de servei als particulars que hi havia el 2009, 2 eren oficines d'administració d'Hisenda pública, 1 oficina de correu, 2 tallers de reparació d'automòbils i de material agrícola, 4 guixaires pintors, 5 fusteries, 2 lampisteries, 1 electricista, 2 empreses de construcció i 1 perruqueria.
Dels 3 establiments comercials que hi havia el 2009, 1 era una botiga de menys de 120 m², 1 una fleca i 1 un drogueria.
L'any 2000 a Brizambourg hi havia 33 explotacions agrícoles que ocupaven un total de 840 hectàrees.

## Equipaments sanitaris i escolars
L'únic equipament sanitari que hi havia el 2009 era una farmàcia.
El 2009 hi havia una escola elemental.

## Poblacions més properes
El següent diagrama mostra les poblacions més properes.